# ヘルマン・ギースラー
ヘルマン・ギースラー（独: Hermann Giesler、1898年8月2日 - 1987年1月20日）は、ドイツの建築家、政治家。

## 生涯

### 生い立ち
1898年8月2日にドイツ帝国領邦プロイセン王国ヴェストファーレン州ジーゲンに生まれる。建築家一家の出身であり、兄にミュンヘン＝オーバーバイエルン大管区指導者となったパウル・ギースラーがいる。
第一次世界大戦に出征し、戦後の1931年10月1日に国家社会主義ドイツ労働者党に入党（党員番号622,515）。同時に突撃隊にも入隊した。またミュンヘンでのヒトラーの会食仲間の一人でもあった。

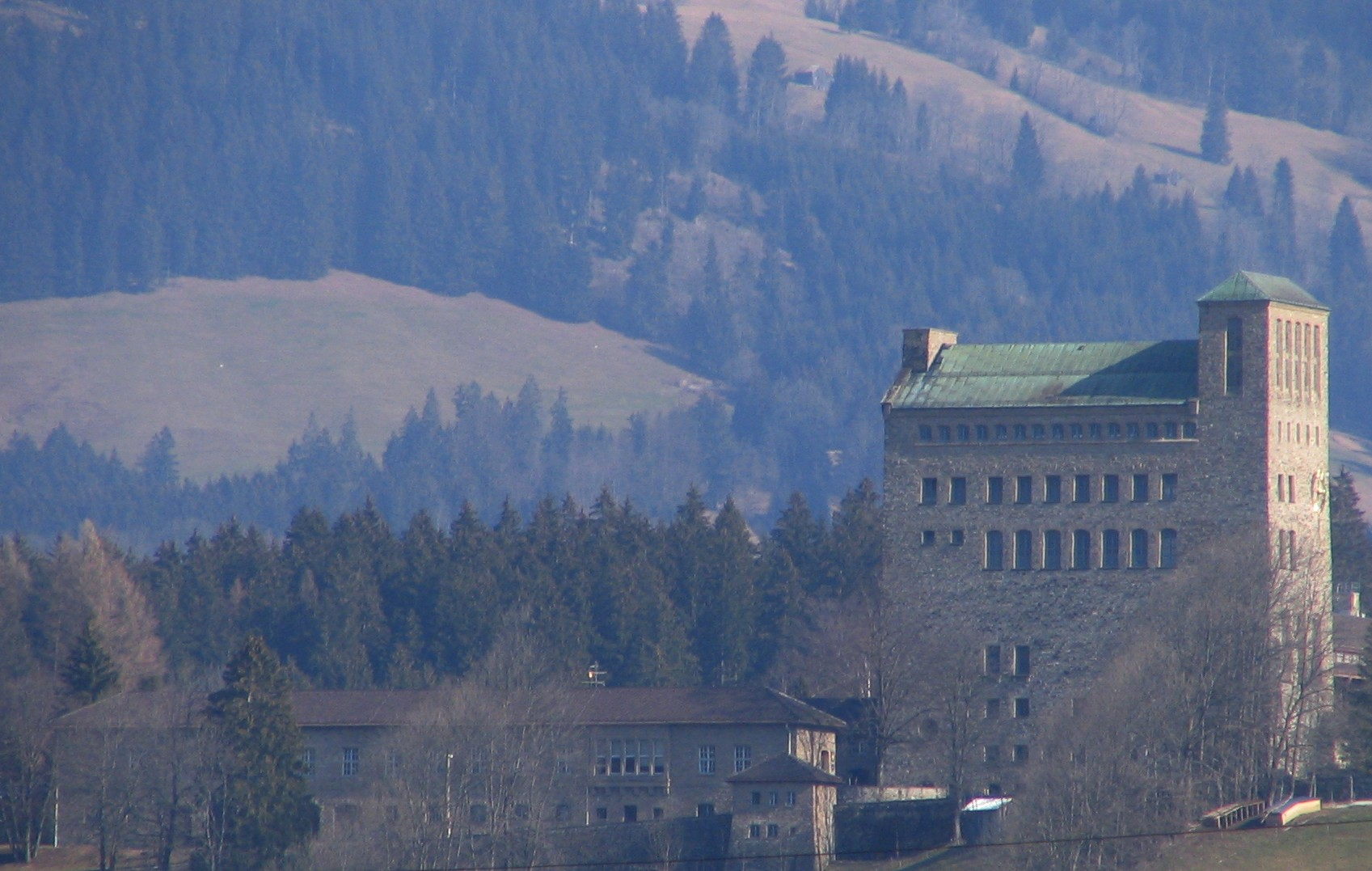
ギースラーが設計したゾントホーフェンのオルデンスブルク

1938年1月30日のヴァイマール建築大学の教授となり、第三帝国の建築における重要な地位に就いた。またオルデンスブルク・ゾントホーフェンなどいくつかの党建築物を手がけている。

### 党運動首都建設総監
1938年12月21日、ナチス発祥の地である「党運動首都」ミュンヘンの都市改造を担当する「党運動首都建設総監」に任命された。これは前任者であるヘルマン・アルカーの解任と連動したものであった。
ギースラーの組織はミュンヘン市の都市計画機関とは関係を持たない、ヒトラー直属の組織であり、ベルリン建設総監のシュペーアの組織と極めて類似した三つのセクション（法務管理局、計画局、執行局）で構成されていた。唯一異なる点は最大のモニュメントとなるミュンヘン中央駅デザインのための「中央駅設計事務局」がパウル・ボナッツの管理下でこの組織に組み込まれていることであった。
またギースラーは総統令によってベルリン建設総監に等しい権限を与えられていたが、ギースラーの計画案がヒトラーによって指示されている設計と食い違いを生じた場合にはギースラーはヒトラーの了解を得なくてはならないという条件を計画委託の際に与えられており、計画の主導権は依然としてヒトラーにあった。また、ベルリン建設総監であるシュペーアとは犬猿の仲であり何もコンタクトはなかった。
1939年にはバイエルン及びオストマルク建設全権委任者に任命される。

### リンツ都市改造計画
1940年秋頃にヒトラーから「リンツ市改造のための全国建設監督官」であるローデリヒ・フィックの補佐に付けられるが、やがて権限をめぐってフィックと争うことになった。これにはオーバードナウ帝国大管区指導者アウグスト・アイグルーバーも一役買っていた。最終的にはギースラーがすべての記念建造物の建築を任され、終戦までその設計に取り組んた。ギースラーはたびたびベルクホーフや各地の総統大本営を訪ね、リンツ都市改造の設計図や部分模型の説明をし、時には何週間にもわたることがあったという。
1941年12月にトート機関ギースラー建設隊司令官に任命され、1942年にはトート機関北ロシア動員分隊司令官となる。
1943年8月4日より選挙区3区（西ベルリン）選出のドイツ国会議員となる。1944年からはトート機関ドイツ第VI動員分隊（バイエルン管轄）の指導者へ任命される。
戦争期間中、ギースラーとアルベルト・シュペーアの間には建築様式についての対立が存在していた。 1944年9月には「天才名簿」にその名を連ね、最も重要な芸術家の一人に選ばれた。

### 戦後
1945年にツェル・アム・ゼーでアメリカ軍により逮捕され、ダッハウへと抑留される。1947年にアメリカ軍の軍事法廷により、ダッハウ外部収容所のミュールドルフ強制収容所における戦争犯罪で起訴される。終身刑を宣告されたが、1951年10月にランツベルク刑務所より釈放された。
1977年に回顧録の『もう一人のヒトラー』を出版している。またギースラーは最期までヒトラーの信奉者であることを標榜していた。
1987年1月20日にデュッセルドルフで死去した。

## キャリア

### 階級
出典
- 1939年、突撃隊中佐
- 1941年1月30日、突撃隊大佐
- 1942年1月30日、突撃隊上級大佐
- 1945年4月20日、突撃隊少将

### 受章
- 黄金ナチ党員バッジ（1939年1月30日）[5]

## 文献
- Michael D. Miller、Andreas Schulz (2012). Gauleiter: The Regional Leaders Of The Nazi Party And Their Deputies, 1925-1945 (Herbert Albrecht-H. Wilhelm Huttmann-Volume 1. R. James Bender Publishing. ISBN 1-932970-21-5
- ハイケ・B・ゲルテマーカー 著、酒寄進一 訳『ヒトラーに愛された女：真実のエヴァ・ブラウン』東京創元者、2012年。ISBN 978-4-488-00382-1。
- 八束はじめ、小山明『未完の帝国：ナチス・ドイツの建築と都市』福武書店、1991年。ISBN 4-8288-2378-6。